# Chavagnac (Dordonha)
Chavagnac foi uma comuna francesa na região administrativa da Nova Aquitânia, no departamento de Dordonha. Estendia-se por uma área de 13,59 km². Em 2010 a comuna tinha 600 habitantes (densidade: 44,2 hab./km²).
Em 1 de janeiro de 2017, passou a formar parte da nova comuna de Les Coteaux Périgourdins.